# Bowling Green Falcons

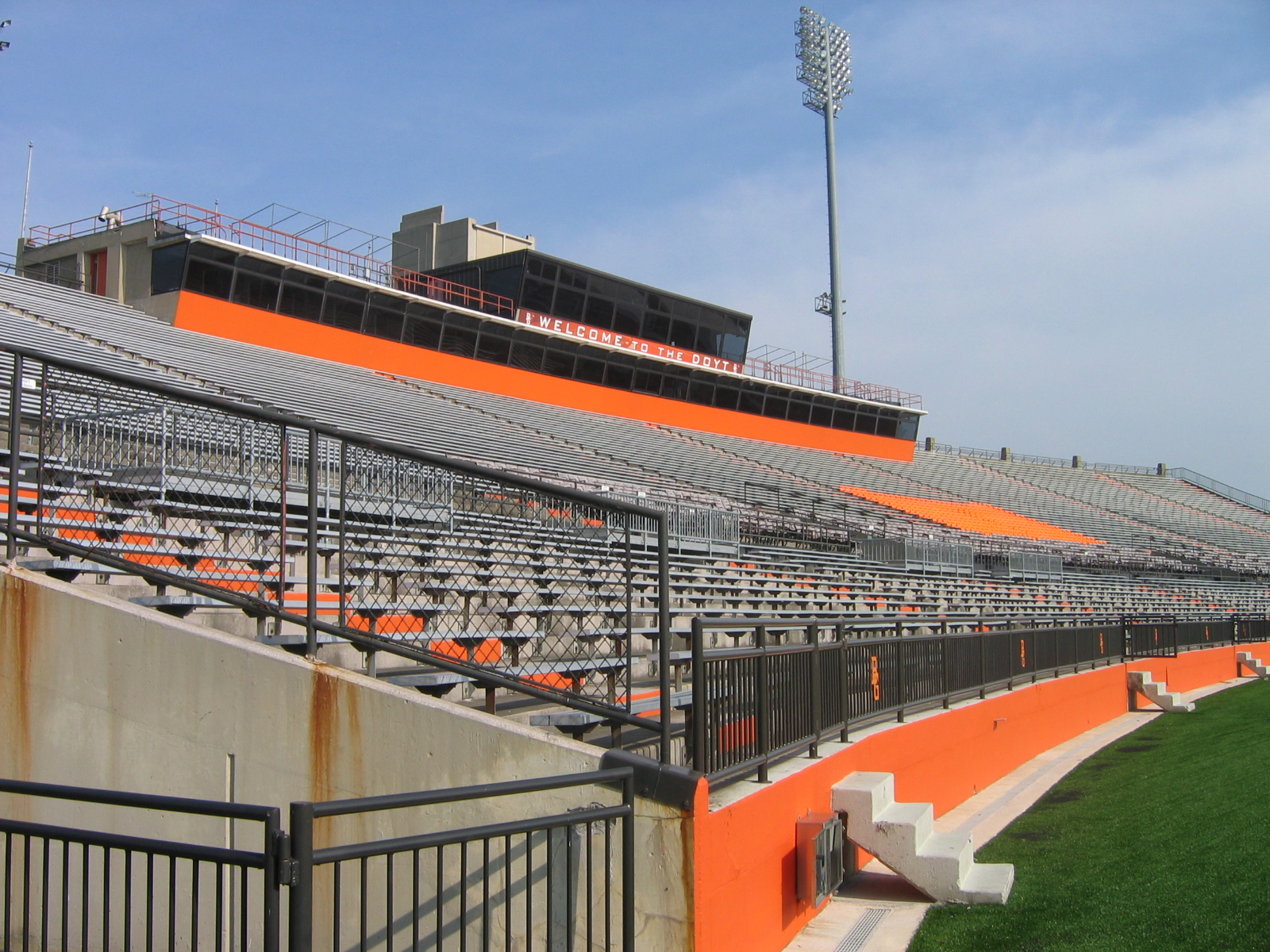
Doyt Perry Stadium

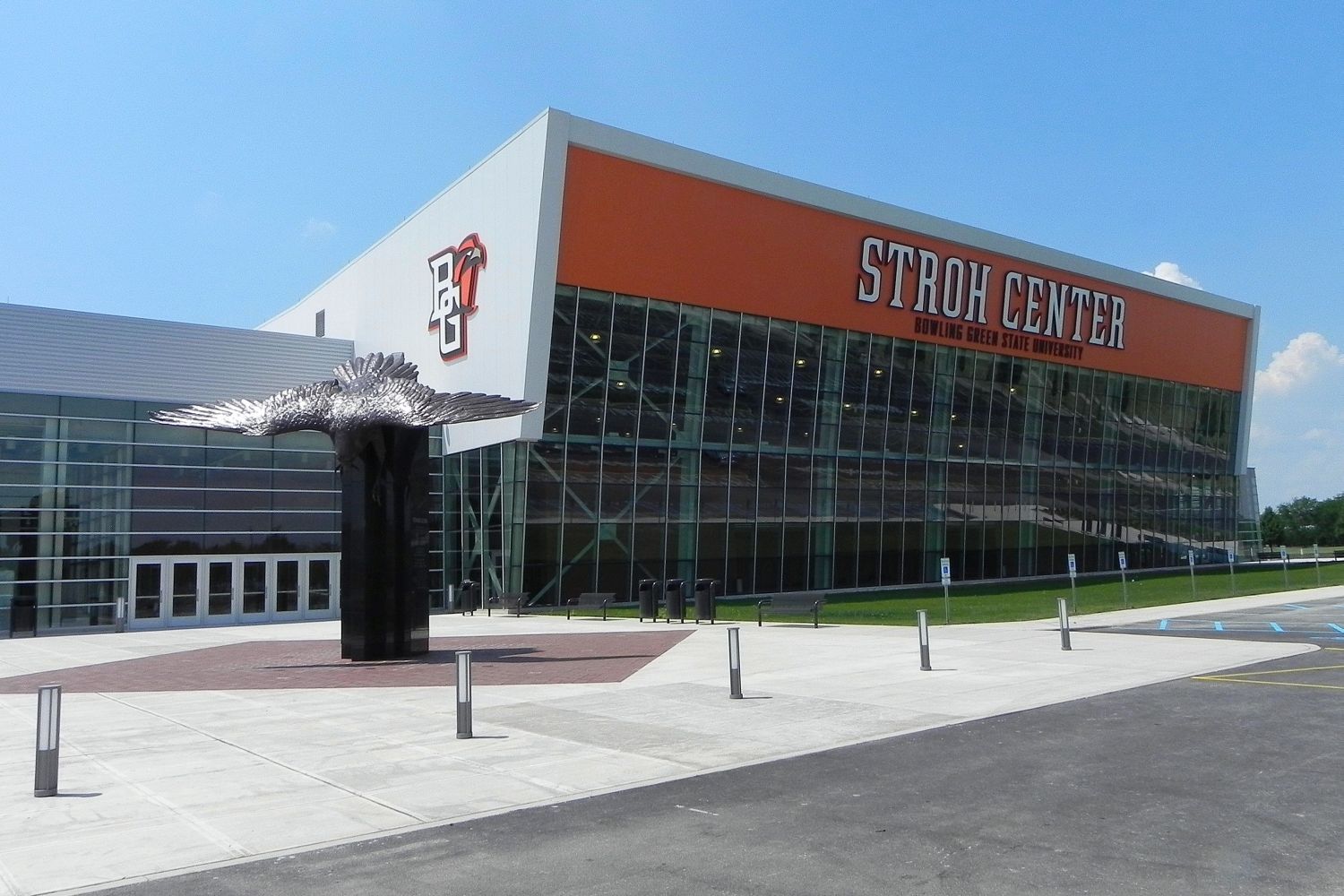
Stroh Center

Bowling Green Falcons (español: Halcones de la Estatal de Bowling Green) es el equipo deportivo de la Universidad Estatal de Bowling Green en el estado de Ohio. Los equipos de los Falcons participan en las competiciones universitarias de la NCAA, en la Mid-American Conference. Es una de las únicas 13 universidades estadounidenses que dispone en su programa deportivo de equipos de fútbol americano, baloncesto masculino y femenino y hockey sobre hielo encuadrados en la División I de la NCAA.

## Programa deportivo
Los Falcons participan en las siguientes modalidades deportivas:
| - Masculino - Béisbol - Baloncesto - Cross - Fútbol americano - Fútbol - Hockey sobre hielo - Golf | - Femenino - Baloncesto - Cross - Golf - Gimnasia - Fútbol - Softball - Natación - Tenis - Atletismo - Voleibol |

### Baloncesto
Un total de 16 jugadores salidos de las aulas de Bowling Green han llegado a jugar en la NBA, pero entre todos ellos destaca Nate Thurmond, que en 1996 fue elegido uno de los 50 mejores jugadores de la historia de la NBA, y cuya camiseta con el número 42 es la única retirada por su universidad. En la actualidad, dos jugadores de los Falcons están en la liga profesional, Antonio Daniels y Keith McLeod.